# 타일러 브룩
타일러 브룩(Tyler Brooke, 1886년 6월 6일 ~ 1943년 3월 2일)은 미국의 배우이다.

## 영화
- 아이 매리드 언 엔젤 (1942년)
- 틴 팬 앨리 (1940년)
- 키티 포일 (1940년)
- 오즈의 마법사 (1939년)
- 대뉴욕 (1938년)
- 유 캔트 해브 에브리씽 (1937년)
- 시카고 (1937년)
- 푸어 리틀 리치 걸 (1936년)
- 365 나이츠 인 헐리우드 (1934년)
- 메리 위도우 (1934년)
- 슬픔은 그대 가슴에 (1934년)
- 할렐루야 아임 어 범 (1933년)
- 아침의 영광 (1933년)
- 러브 미 투나잇 (1932년)
- 천국의 말썽 (1932년)
- 뉴 문 (1930년)
- 몬테 카를로 (1930년)
- 마담 사탄 (1930년)
- 이혼녀 (1930년)
- 파질 (1928년)
- 더 크래들 스내처스 (1927년)